# George Percy, V duque de Northumberland
George Percy, V duque de Northumberland (22 de junio de 1778 - 22 de agosto de 1867), también conocido como lord Lovaine  entre 1790 y 1830, y el conde de Beverley entre 1830 y 1865, fue un político inglés del partido Tory. Fue capitán del Yeomen of the Guard en el mandato de Robert Peel, entre 1842 y 1846. Heredó su ducado el 12 de febrero de 1865, tras la muerte sin hijos de su primo  Algernon.

## Background
Nacido en Londres, George era el hijo mayor de Algernon Percy, I conde de Beverley, segundo hijo a su vez de Hugh Percy, I duque de Northumberland.  Su madre fue Susan Isabella, hija de Peter Burrell, mientras que sus hermanos menores eran Algernon,  el obispo Hugh, Josceline y William Henry Percy. Se educó en St John's College, Cambridge de donde se graduó en 1799.

## Carrera política
En 1799, Northumberland  entró al parlamento por el burgo podrido de Bere Alston, puesto que mantuvo hasta 1830, cuando sucedió a su padre y entró en la Cámara de los Lores. Entre 1804 y 1806, sirvió como Lord Tesorero. Fue espada del Consejo Privado del Reino Unido en enero de 1842 y fue capitán de la Yeomen of the Guard durante el mandato de Sir Robert Peel, puesto que ocupó hasta la caída del gobierno en 1846. En febrero de 1865, a los ochenta y seis años, sucedió a su primo como quinto duque de Northumberland.
Northumberland fue también presidente de Royal National Lifeboat Institution.

## Familia
El 22 de enero de 1801, Northumberland se casó con Louisa, tercera hija de James Stuart-Wortley-Mackenzie. Sus hijos fueron:
- Louisa Percy (1802 - 23 de diciembre de 1883), murió soltera.
- Algernon James Percy, (1803–1805), enterrado en la abadía de Westminster.[5]
- Margaret Percy, (1805–1810), enterrada en la abadía de Westminster.[5]
- Henry Algernon Pitt Percy, (1806–1809), enterrado en la abadía de Westminster.[5]
- Alice Percy (1809–1819)
- Algernon George Percy, VI duque de Northumberland (1810 - 1899)
- Josceline William Percy (1811 - 1881), casado con Margaret Davidson con descendencia.
- Margaret Percy (1813 - 16 de mayo de 1897), casada con Edward Littleton, II barón Hatherton.
- General Henry Hugh Manvers Percy, V.C. (181 - 1877), murió soltero.

Louisa, condesa de Beverley,  murió en junio de 1848. Su marido la sobrevivió diecinueve años, hasta agosto de 1867. Fue enterrado en la cripta de Northumberland, en la abadía de Westminster, y fue sucedido por su hijo mayor sobreviviente, Algernon.